# Persone di nome Francesco/Arcivescovi cattolici
| Questa pagina contiene informazioni ricavate automaticamente dalle voci biografiche con l'ausilio del template Bio e di un bot. L'aggiornamento è periodico e automatico e ricostruisce completamente la pagina. Se manca una persona in questa lista, sei pregato di non aggiungerla, ma accertati piuttosto che la sua voce biografica contenga il template Bio e che i dati anagrafici siano correttamente compilati. Se il template Bio manca, inseriscilo tu stesso o, in alternativa, metti l'avviso {{tmp\|Bio}} che ne segnala la mancanza. Se i dati riportati sono sbagliati, correggi direttamente la voce biografica; le modifiche saranno visibili in questa lista entro pochi giorni. Per chiarimenti vedi il progetto antroponimi. La lista contiene solo le 68 persone che sono citate nell'enciclopedia e per le quali è stato implementato correttamente il template Bio. Pagina aggiornata al 22 lug 2025. |

Questa è una lista di persone presenti nell'enciclopedia che hanno il nome Francesco e sono arcivescovi cattolici.

## A(3)
- Francesco Aleandro, arcivescovo cattolico italiano (Motta di Livenza - Roma, † 1560)
- Francesco Alfano, arcivescovo cattolico italiano (Nocera Inferiore, n. 1956)
- Francesco Giuseppe Arborio di Gattinara, arcivescovo cattolico italiano (Gravellona Toce, n. 1658 - Torino, † 1743)

## B(6)
- Francesco Bandini Piccolomini, arcivescovo cattolico italiano (Siena, n. 1505 - Tivoli, † 1588)
- Francesco Saverio Bassi, arcivescovo cattolico italiano (Carpineto Sinello, n. 1745 - Chieti, † 1821)
- Francesco Boccapaduli, arcivescovo cattolico e diplomatico italiano (Roma, n. 1600 - Roma, † 1680)
- Francesco Girolamo Bona, arcivescovo cattolico e diplomatico dalmata (Ragusa di Dalmazia, n. 1687 - Ragusa di Dalmazia, † 1749)
- Francesco Brancia, arcivescovo cattolico italiano (Napoli, n. 1725 - Chieti, † 1770)
- Francesco Giovanni Brugnaro, arcivescovo cattolico italiano (San Donà di Piave, n. 1943)

## C(8)
- Francesco Cacucci, arcivescovo cattolico italiano (Bari, n. 1943)
- Francesco Antonio Carafa, arcivescovo cattolico italiano (Napoli, n. 1635 - Catania, † 1692)
- Francesco Carafa, arcivescovo cattolico italiano (Napoli - Napoli, † 1544)
- Francesco Paolo Carrano, arcivescovo cattolico italiano (Benevento, n. 1841 - † 1915)
- Francesco Antonio Cavalcanti, arcivescovo cattolico italiano (Caccuri, n. 1695 - Cosenza, † 1748)
- Francesco Converti, arcivescovo cattolico italiano (Amendolara, n. 1818 - Reggio Calabria, † 1888)
- Francesco Crippa, arcivescovo cattolico italiano (Milano - Milano, † 1414)
- Francesco Cuccarese, arcivescovo cattolico italiano (Tursi, n. 1930 - Roma, † 2025)

## F(6)
- Francesco Fasola, arcivescovo cattolico italiano (Maggiora, n. 1898 - Novara, † 1988)
- Francesco Maria Febei, arcivescovo cattolico e scrittore italiano (Orvieto, n. 1616 - Roma, † 1680)
- Francesco Luigi del Palatinato-Neuburg, arcivescovo cattolico tedesco (Neuburg an der Donau, n. 1664 - Breslavia, † 1732)
- Francesco I da Parma, arcivescovo cattolico italiano (Parma - Milano, † 1308)
- Francesco Antonio Frascella, arcivescovo cattolico italiano (San Fele, n. 1600 - Parigi, † 1653)
- Francesco Frosini, arcivescovo cattolico italiano (Pistoia, n. 1654 - Pisa, † 1733)

## G(3)
- Francesco Gioia, arcivescovo cattolico italiano (San Vito dei Normanni, n. 1938)
- Francesco Maurizio Gonteri, arcivescovo cattolico e politico italiano (Torino, n. 1659 - Avignone, † 1742)
- Francesco Guidi, arcivescovo cattolico italiano (Volterra, n. 1694 - † 1778)

## I(3)
- Francesco Imberti, arcivescovo cattolico italiano (Racconigi, n. 1882 - Vercelli, † 1967)
- Francesco Maria Imparati, arcivescovo cattolico italiano (Salerno, n. 1838 - † 1892)
- Francesco Gaetano Incontri, arcivescovo cattolico italiano (Volterra, n. 1704 - Firenze, † 1781)

## L(5)
- Francesco Lanfreschi, arcivescovo cattolico italiano (Ischia, n. 1691 - Napoli, † 1754)
- Francesco Lardone, arcivescovo cattolico e diplomatico italiano (Moretta, n. 1887 - Moretta, † 1980)
- Francesco Lomanto, arcivescovo cattolico italiano (Mussomeli, n. 1962)
- Francesco Saverio Luschin, arcivescovo cattolico sloveno (Tainach, n. 1781 - Gorizia, † 1854)
- Francesco Luserna Rorengo di Rorà, arcivescovo cattolico italiano (Campiglione, n. 1732 - Torino, † 1778)

## M(10)
- Francesco Antonio Maiorsini, arcivescovo cattolico italiano (Sant'Agata de' Goti, n. 1812 - † 1893)
- Francesco Malipiero, arcivescovo cattolico italiano (Venezia, † 1451)
- Francesco Maria Manzi, arcivescovo cattolico italiano (Longiano, n. 1694 - Avignone, † 1774)
- Francesco Marinelli, arcivescovo cattolico italiano (Appignano del Tronto, n. 1935 - Urbino, † 2024)
- Francesco De Marini, arcivescovo cattolico italiano (Genova, n. 1630 - † 1700)
- Francesco Massara, arcivescovo cattolico italiano (Tropea, n. 1965)
- Francesco Michiel, arcivescovo cattolico italiano (Venezia - Venezia)
- Francesco Minerbetti, arcivescovo cattolico italiano († 1543)
- Francesco Minerva, arcivescovo cattolico italiano (Canosa di Puglia, n. 1904 - Canosa di Puglia, † 2004)
- Francesco Onorato di Monaco, arcivescovo cattolico francese (Parigi, n. 1669 - Parigi, † 1748)

## N(4)
- Francesco Neri, arcivescovo cattolico italiano (Catanzaro, n. 1959)
- Francesco Niccolini, arcivescovo cattolico e diplomatico italiano (Firenze, n. 1639 - Parigi, † 1692)
- Francesco Paolo Nicolai, arcivescovo cattolico italiano (Altamura, n. 1657 - Conza, † 1731)
- Francesco Niola, arcivescovo cattolico italiano (Avella, n. 1842 - Gaeta, † 1920)

## P(10)
- Francesco Pacca, arcivescovo cattolico italiano (Benevento, n. 1692 - Benevento, † 1763)
- Francesco Pannocchieschi, arcivescovo cattolico italiano (Firenze, n. 1625 - Pisa, † 1702)
- Francesco Saverio Passari, arcivescovo cattolico italiano (Montegiorgio, n. 1744 - Montegiorgio, † 1808)
- Francesco Pedicini, arcivescovo cattolico italiano (Foglianise, n. 1813 - Bari, † 1886)
- Francesco Paolo Perremuto, arcivescovo cattolico italiano (Caltagirone, n. 1732 - Messina, † 1791)
- Francesco Pertusati, arcivescovo cattolico italiano (Milano, n. 1679 - Pavia, † 1752)
- Francesco Petronelli, arcivescovo cattolico italiano (Lecce, n. 1880 - Trani, † 1947)
- Francesco Piccolpasso, arcivescovo cattolico italiano (Bologna - Milano, † 1443)
- Francesco Pisani, arcivescovo cattolico italiano (Venezia, † 1572)
- Francesco Pucci, arcivescovo cattolico italiano (Pisa)

## R(2)
- Francesco Ramírez, arcivescovo cattolico spagnolo (Estremera, n. 1648 - Agrigento, † 1715)
- Francesco Rivera, arcivescovo cattolico italiano (L'Aquila, n. 1697 - Manfredonia, † 1777)

## S(5)
- Francesco Salviati, arcivescovo cattolico italiano (Firenze, n. 1443 - Firenze, † 1478)
- Francesco Ferdinando Sanseverino, arcivescovo cattolico italiano (Maratea, n. 1723 - † 1793)
- Francesco Borgia Sedej, arcivescovo cattolico austro-ungarico (Circhina, n. 1854 - Gorizia, † 1931)
- Francesco Sidoli, arcivescovo cattolico italiano (Cereseto, n. 1874 - Genova, † 1924)
- Francesco Sirufo, arcivescovo cattolico italiano (Castelluccio Inferiore, n. 1961)

## T(3)
- Francesco Pio Tamburrino, arcivescovo cattolico italiano (Oppido Lucano, n. 1939)
- Francesco Testa, arcivescovo cattolico, teologo e giurista italiano (Nicosia, n. 1704 - Monreale, † 1773)
- Francesco Saverio Toppi, arcivescovo cattolico italiano (Brusciano, n. 1925 - Nola, † 2007)